# Ludvig Rappe
Ludvig Bernhard Rappe, född den 13 maj 1847 i Arby församling, Kalmar län, död den 19 december 1906 i Växjö, var en svensk friherre och militär. Han var son till Axel Ludvig Rappe samt far till Gerhard och Adolf Rappe.
Rappe blev underlöjtnant vid Kronobergs regemente 1869, löjtnant där 1876, kapten där 1889, major där 1898 samt överstelöjtnant vid regementet 1902 och i regementets reserv 1905. Han befordrades till överste i armén sistnämnda år. Rappe blev riddare av Svärdsorden 1892.